# Ottavio Bugatti
Ottavio Bugatti (* 25. September 1928 in Lentate sul Seveso; † 13. September 2016 in San Pellegrino Terme) war ein italienischer Fußball-Torwart, der während seiner aktiven Laufbahn für Seregno Calcio, SPAL Ferrara, SSC Neapel und Inter Mailand sowie für die italienische Fußballnationalmannschaft auflief.

## Karriere
Ottavio Bugatti begann seine Karriere im Jahr 1950 bei Seregno Calcio, bei dessen Mannschaft der Torwart seine ersten Erfahrungen im Profifußball sammelte. Ein Jahr später wurde er von SPAL Ferrara unter Vertrag genommen und absolvierte in den folgenden zwei Spielzeiten in der höchsten Liga, der Serie A, zahlreiche Partien für die SPAL Ferrara. Im Folgejahr erhielt Bugatti sein erstes Aufgebot für die italienische Auswahl, für die er am 16. Juli 1952 in der Qualifikations-Partie zur Olympia 1952 gegen die Vereinigten Staaten debütierte. Beim 8:0-Sieg über die US-Amerikaner blieb der Torhüter zudem ohne Gegentreffer. In der fünf Tage später folgenden Erstrundenpartie gegen den späteren Olympiasieger Ungarn blieben die Italiener dagegen chancenlos und unterlagen mit 0:3.
Nach diesem Ereignis wurde der Torwart in den darauffolgenden fünf Jahren nicht für die Nationalelf berücksichtigt. Ein Jahr später schloss er sich dem SSC Neapel an, bei dem er der unbestrittene Stammtorwart wurde und bestritt in den folgenden acht Jahren insgesamt 256 Ligaspiele für Neapel. In den Jahren 1957 und 1958 erhielt er noch fünf Einsätze in der Nationalmannschaft. Bugatti gelang es dabei nicht zu überzeugen und erhielt zehn Gegentore und gewann nur die Partie am 22. Dezember 1957 gegen Portugal.
1961 wechselte er zu Inter Mailand, wurde dort jedoch nur als Ersatztorwart geholt und konnte sich gegen seinen Konkurrenten Lorenzo Buffon nicht durchsetzen. Auch nach dessen Abgang zwei Jahre später gelang es ihm nicht mehr, an seine Leistungen in Neapel anzuknüpfen und absolvierte sein letztes Ligaspiel am 10. Januar 1965 gegen Catania Calcio.
Obwohl er kaum Spielpraxis erhalten hatte, gewann er mit Inter Mailand in den Jahren 1963 und 1965 die italienische Meisterschaft, 1964 und 1965 den Europapokal der Landesmeister sowie in den letztgenannten beiden Jahren auch den Weltpokal.